# Werner Gromer
Werner Gromer (* 11. Dezember 1929 in Eislingen; † 18. Januar 1995 ebenda) war ein deutscher Fußballspieler.

## Karriere
Werner Gromer begann beim 1. FC Eislingen mit dem Fußballspielen. 1950 wechselte er zu den Stuttgarter Kickers, mit denen er in seinem ersten Jahr in die Oberliga Süd aufstieg. Im Mai 1952 gehörte er zur Delegation, mit der die Kickers in die Vereinigten Staaten reisten und dort einige Testspiele absolvierten. 1954 kehrte Gromer dann zum 1. FC Eislingen zurück und beendete dort schließlich auch seine Karriere.
Fortan blieb er dem Verein als Jugendtrainer und später als Trainer der ersten Mannschaft sowie als Spielausschussvorsitzender erhalten. Anfang der 1970er Jahre wurde Gromer vom Württembergischen Fußballverband mit dem Anerkennungspreis für gute Jugendarbeit ausgezeichnet.
Sein Sohn Peter war später ebenfalls als Fußballspieler bei den Stuttgarter Kickers aktiv.